# 前橋市
前橋市（日语：／ Maebashi shi */?）是位於日本群馬縣中部偏南的市，也是群馬縣的縣廳所在地與中核市。利根川流經市內並向東南方流，當地人口則集中在前橋站、新前橋站與國道17號的周邊地區等地。截至2025年2月，前橋市為群馬縣內人口數第二多的市，僅次於高崎市。前橋市自3萬年前的舊石器時代便有人類居住，而當地現存的古墳數量達到100多座，包括群馬縣內規模最大的古墳群朝倉・廣瀨古墳群。
江戶時代初期至明治維新時期，當地為前橋藩的領地，並且因幕末橫濱港的開港使生絲出口開始興起。明治時代，前橋市由原本的生絲集散地轉變為製造生絲的城市，並發展成與長野縣岡谷市及愛知縣豐橋市同為日本盛行製絲的三大城市。二戰結束後，當地的製絲產業開始衰退，家具製造業、食品業與製造運輸用機械的產業等開始興起，前橋市的產業結構也從輕工業轉變成以重工業為主。而當地也是在2025年4月播出的原創電視動畫《前橋魔女》的故事舞台。

## 地理
前橋市地處群馬縣中部偏南的地理位置，市內則約25%的面積被森林覆蓋。轄區北部坐落著上毛三山中海拔1828公尺的赤城山；中央地帶至南部地區則為海拔約100公尺的關東平原及前橋台地。發源自大水上山的日本第二長河，也是日本流域面積最大的利根川流經市內並向東南方流。其支流廣瀨川與桃之木川也流經轄區內。而流經總社町的天狗岩用水為總社藩的藩主秋元長朝於慶長9年（1604年）興建的農業用引水道，並於2020年12月8日被國際灌溉排水委員會登錄為世界灌溉工程遺產。

### 氣候
由於前橋市的北部至西部被相連的赤城山、榛名山與長野縣及新潟縣邊境的山岳包圍，因此具有內陸性氣候的特徵。當地夏季較為炎熱，且容易發生短時性的強降雨；冬季則多為晴天且受到西北季風的吹拂，降雨量和降雪量皆較少。
| 前橋市（前橋地方氣象台）                                     | 前橋市（前橋地方氣象台） | 前橋市（前橋地方氣象台） | 前橋市（前橋地方氣象台） | 前橋市（前橋地方氣象台） | 前橋市（前橋地方氣象台） | 前橋市（前橋地方氣象台） | 前橋市（前橋地方氣象台） | 前橋市（前橋地方氣象台） | 前橋市（前橋地方氣象台） | 前橋市（前橋地方氣象台） | 前橋市（前橋地方氣象台） | 前橋市（前橋地方氣象台） | 前橋市（前橋地方氣象台） |
| 月份                                                         | 1月                      | 2月                      | 3月                      | 4月                      | 5月                      | 6月                      | 7月                      | 8月                      | 9月                      | 10月                     | 11月                     | 12月                     | 全年                     |
| ------------------------------------------------------------ | ------------------------ | ------------------------ | ------------------------ | ------------------------ | ------------------------ | ------------------------ | ------------------------ | ------------------------ | ------------------------ | ------------------------ | ------------------------ | ------------------------ | ------------------------ |
| 历史最高温 °C（°F）                                          | 22.0 (71.6)              | 24.6 (76.3)              | 27.1 (80.8)              | 32.4 (90.3)              | 36.5 (97.7)              | 38.3 (100.9)             | 40.0 (104.0)             | 39.1 (102.4)             | 38.1 (100.6)             | 33.0 (91.4)              | 26.6 (79.9)              | 25.2 (77.4)              | 40.0 (104.0)             |
| 平均高温 °C（°F）                                            | 8.8 (47.8)               | 9.4 (48.9)               | 12.9 (55.2)              | 19.0 (66.2)              | 23.5 (74.3)              | 26.2 (79.2)              | 29.7 (85.5)              | 31.5 (88.7)              | 26.7 (80.1)              | 21.2 (70.2)              | 16.0 (60.8)              | 11.4 (52.5)              | 19.7 (67.5)              |
| 日均气温 °C（°F）                                            | 3.5 (38.3)               | 4.0 (39.2)               | 7.3 (45.1)               | 13.2 (55.8)              | 18.0 (64.4)              | 21.5 (70.7)              | 25.1 (77.2)              | 26.4 (79.5)              | 22.4 (72.3)              | 16.5 (61.7)              | 10.8 (51.4)              | 6.0 (42.8)               | 14.6 (58.3)              |
| 平均低温 °C（°F）                                            | −0.8 (30.6)              | −0.4 (31.3)              | 2.6 (36.7)               | 8.0 (46.4)               | 13.1 (55.6)              | 17.5 (63.5)              | 21.4 (70.5)              | 22.6 (72.7)              | 18.9 (66.0)              | 12.5 (54.5)              | 6.5 (43.7)               | 1.7 (35.1)               | 10.3 (50.5)              |
| 历史最低温 °C（°F）                                          | −11.8 (10.8)             | −9.0 (15.8)              | −7.8 (18.0)              | −3.1 (26.4)              | 0.3 (32.5)               | 6.0 (42.8)               | 11.9 (53.4)              | 13.6 (56.5)              | 8.4 (47.1)               | 0.6 (33.1)               | −3.5 (25.7)              | −7.4 (18.7)              | −11.8 (10.8)             |
| 平均降水量 mm（）                                            | 26.2 (1.03)              | 32.1 (1.26)              | 61.5 (2.42)              | 78.1 (3.07)              | 101.9 (4.01)             | 145.2 (5.72)             | 197.3 (7.77)             | 202.3 (7.96)             | 220.6 (8.69)             | 115.5 (4.55)             | 44.7 (1.76)              | 23.1 (0.91)              | 1,248.5 (49.15)          |
| 平均降雪量 cm（）                                            | 8 (3.1)                  | 9 (3.5)                  | 4 (1.6)                  | 0 (0)                    | 0 (0)                    | 0 (0)                    | 0 (0)                    | 0 (0)                    | 0 (0)                    | 0 (0)                    | 0 (0)                    | 2 (0.8)                  | 24 (9.4)                 |
| 平均降水天数（≥ 0.5 mm）                                     | 3.6                      | 5.0                      | 8.7                      | 9.8                      | 10.9                     | 14.6                     | 17.0                     | 13.4                     | 14.2                     | 9.8                      | 6.1                      | 3.2                      | 116.4                    |
| 平均降雪天数（≥ 0 cm）                                       | 6.0                      | 5.8                      | 3.3                      | 0.5                      | 0.0                      | 0.0                      | 0.0                      | 0.0                      | 0.0                      | 0.0                      | 0.1                      | 2.4                      | 18.1                     |
| 平均相對濕度（％）                                           | 54                       | 53                       | 54                       | 56                       | 62                       | 71                       | 74                       | 73                       | 74                       | 68                       | 62                       | 57                       | 63                       |
| 月均日照時數                                                 | 210.1                    | 194.3                    | 206.2                    | 199.7                    | 192.6                    | 132.2                    | 139.0                    | 165.1                    | 126.2                    | 161.0                    | 179.3                    | 205.1                    | 2,110.9                  |
| 来源：日本氣象廳（平均值：1981年-2010年、極值：1880年-現在） |                          |                          |                          |                          |                          |                          |                          |                          |                          |                          |                          |                          |                          |

## 歷史
前橋市大約自3萬年前的舊石器時代便有人類居住，位於赤城山的南邊山麓曾發掘出內堀遺跡、柳久保遺跡群等遺址，並在遺跡內部挖掘出石器等文物。其中內堀遺跡出土過產自長野縣和田峠的黑曜石製作而成的石器，而柳久保遺跡群與鳥取福藏寺遺跡等出土的細石器顯示當地與其他地區具有大規模的文化交流。前橋市內的繩紋時代遺跡多集中在赤城山的山麓地帶，並且多為該時代中期與後期的遺址。繩紋時代草創期的端氣遺跡群，以及屬於前期的芳賀團地遺跡群等遺址內皆曾發掘出竪穴式住居。而西元前3世紀左右的清里庚申塚遺跡則出土過環溝聚落的遺構。

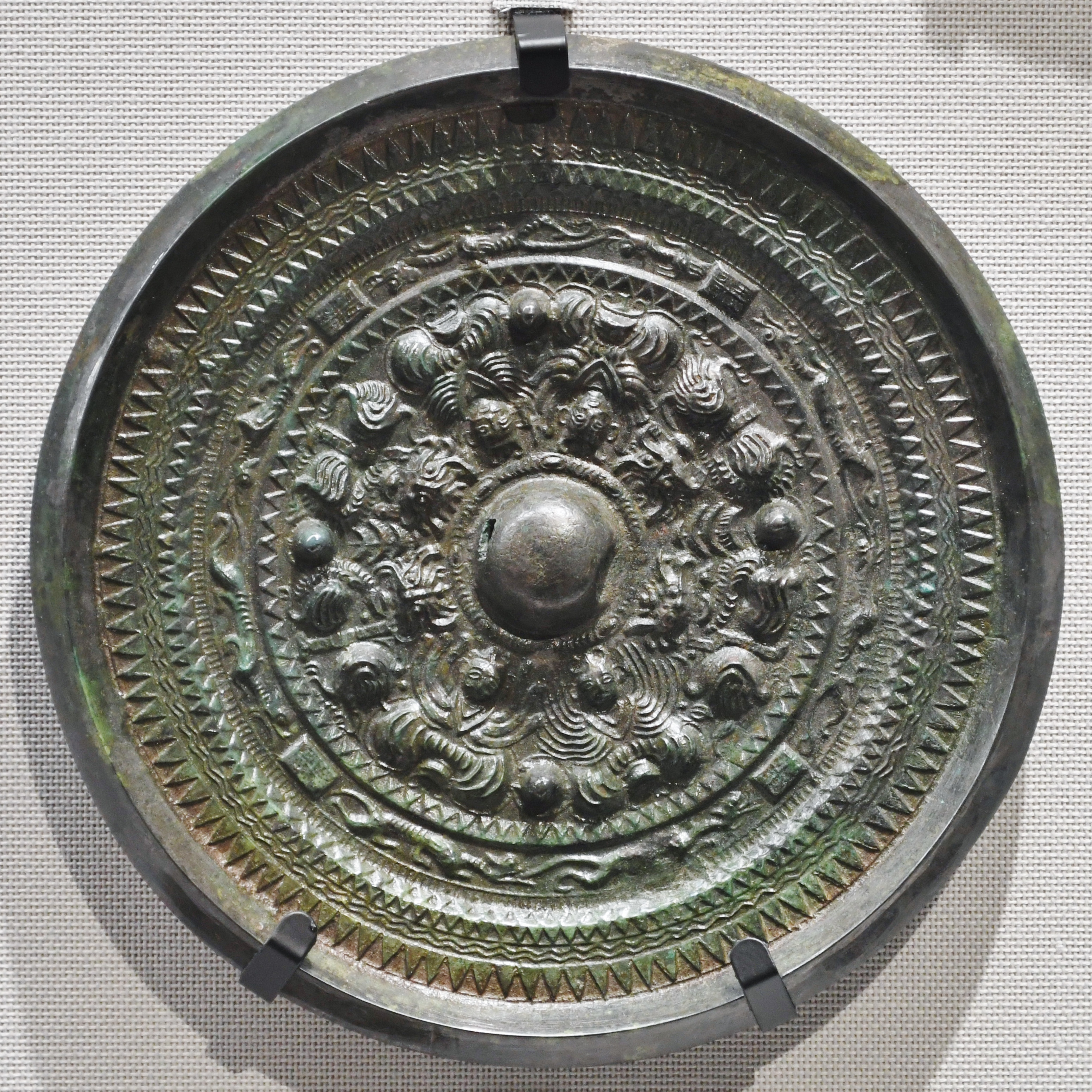
自前橋天神山古墳（日语：前橋天神山古墳）出土的三角緣神獸鏡
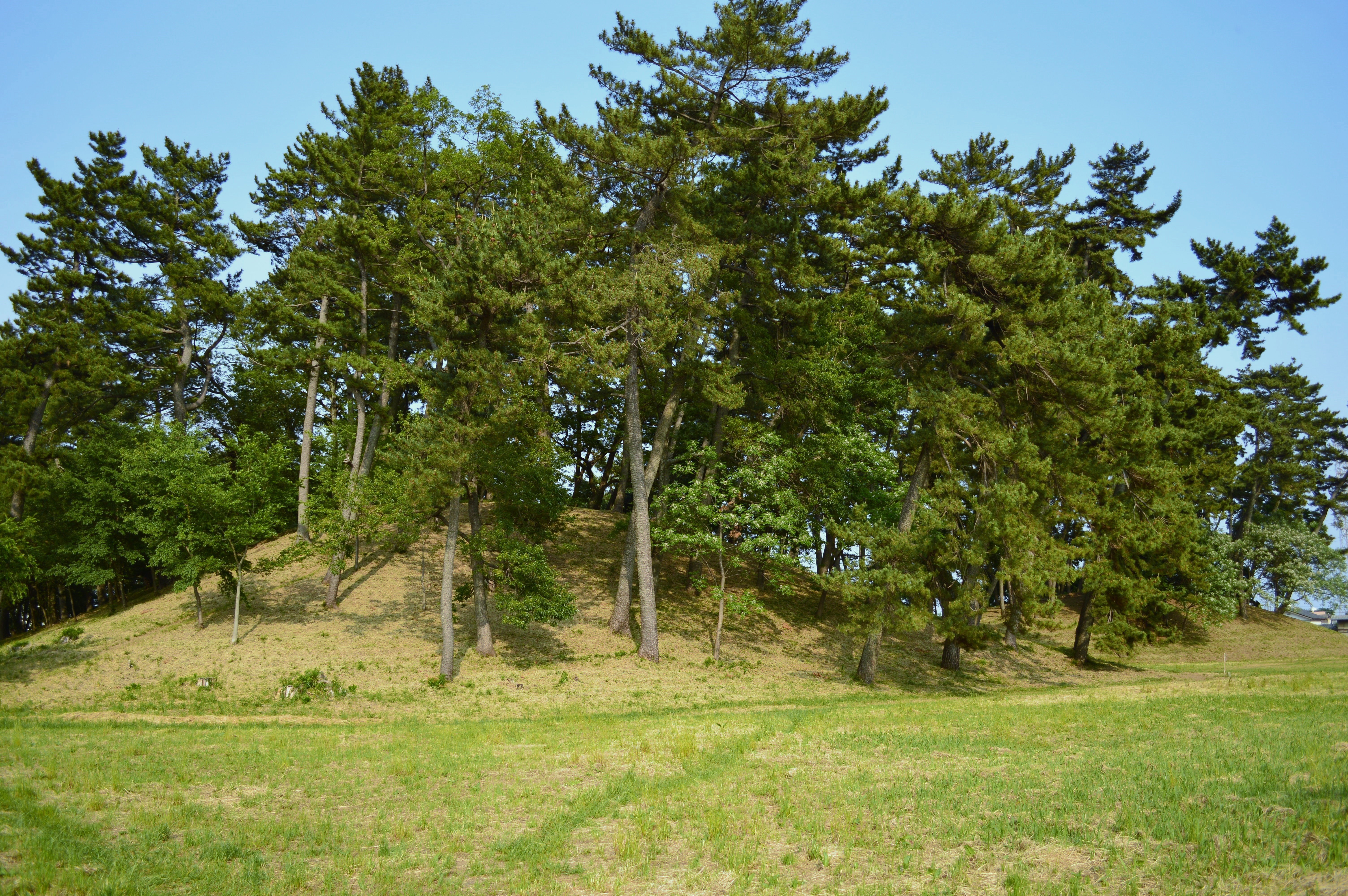
坐落於市內的八幡山古墳
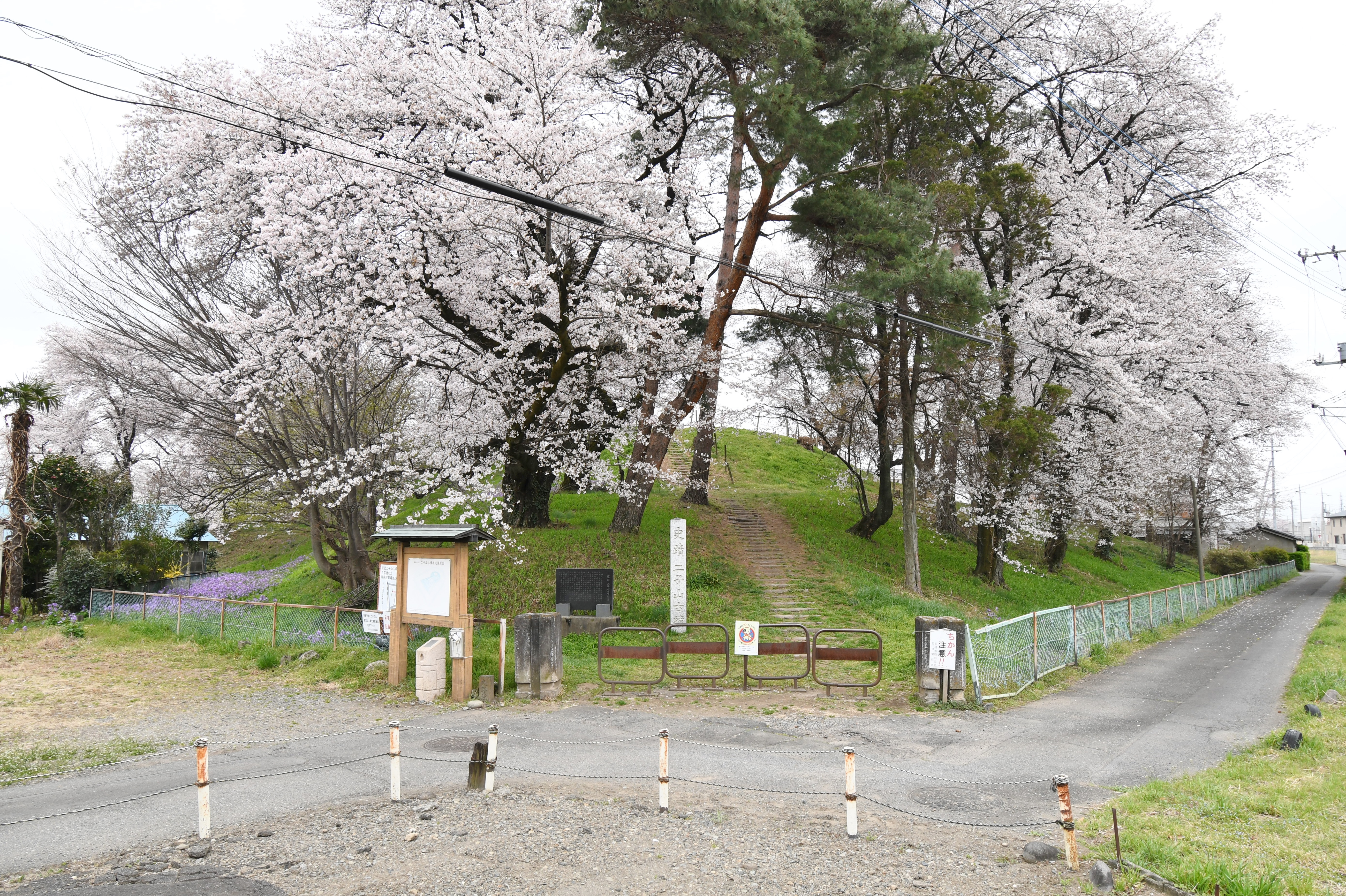
總社二子山古墳
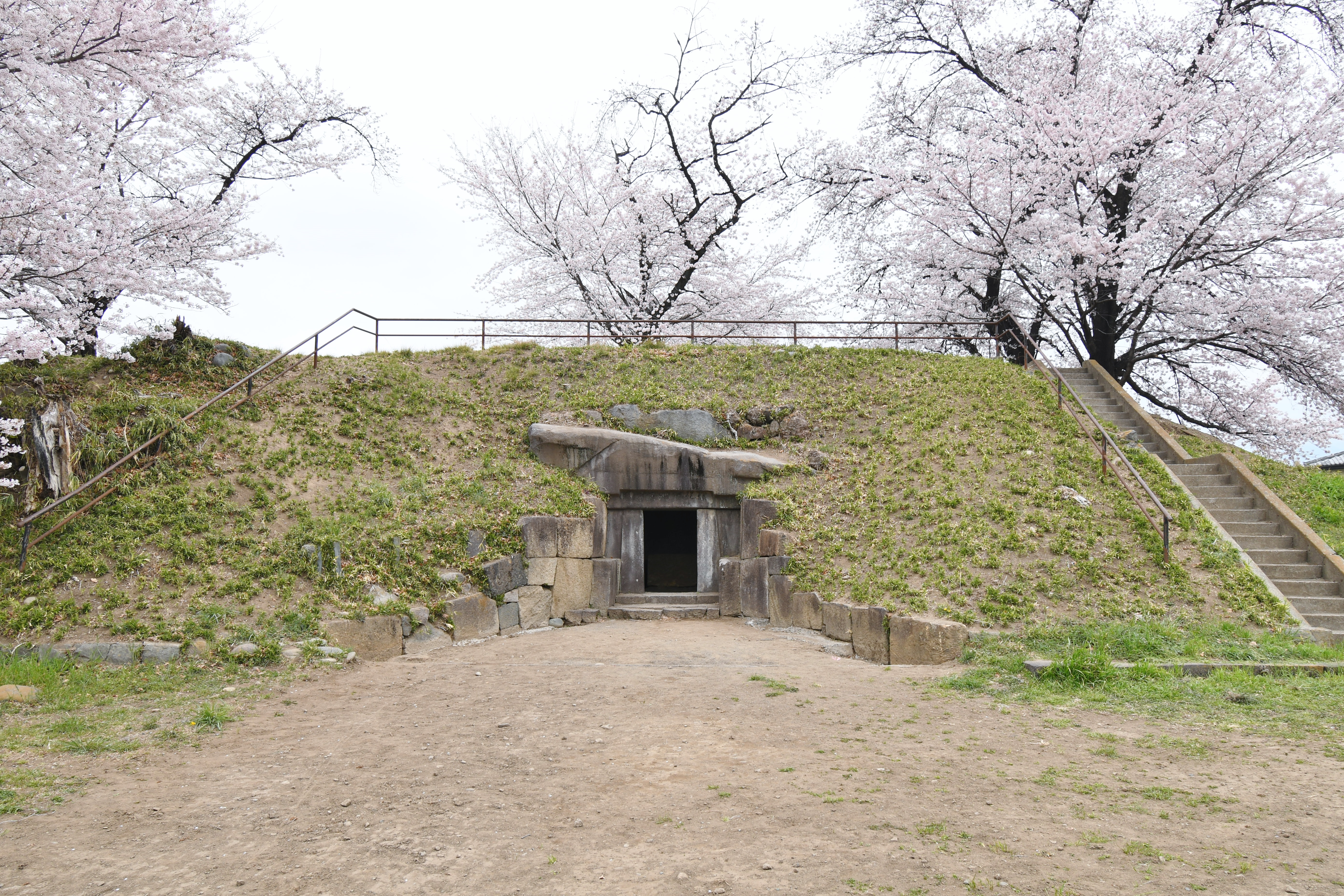
蛇穴山古墳

依據群馬縣自昭和10年（1935年）開始對縣內進行的古墳調查結果出版的「上毛古墳綜覽」顯示，前橋市內共有890座古墳；平成24年（2012年）至平成27年（2015年）進行的群馬縣古墳總合調査則將該數字調高至1542座，其中現存的古墳數量為139座。4世紀左右，石田川式土器及其相關文化傳入利根川的流域一帶，當地開始進入古墳時代。位於廣瀨町的前橋天神山古墳為東日本地區最古老的前方後圓墳，並出土具有大和王權象徵的三角緣神獸鏡以及銅製、鐵製的箭鏃等文物；古墳的頂端則排列著石田川式土器。該古墳與東日本最大的前方後圓墳八幡山古墳等構成群馬縣內規模最大的古墳群，即朝倉・廣瀨古墳群。而約建於6世紀後半的前橋二子山古墳推測為上毛野氏一族的朝倉君的根據地，其墳丘周邊散布著作為葺石用的石頭和埴輪的碎片。地處總社町的總社二子山古墳則與縣內年代最晚的大型方墳蛇穴山古墳及寶塔山古墳等古墳，以「總社古墳群」之名於近代被指定為日本的史跡。
位於總社古墳群西南方約1公里的山王廢寺推測建於7世紀後期，並且矗立至11世紀左右；廢寺的周邊區域則出土過全日本僅3件的石製鴟尾。關於該寺院的正式名稱，近代的研究人員在遺跡周邊發現刻有「放光寺」三字的瓦片，因此推測其為高崎市的山上碑與上野國交替實錄帳中記載的定額寺放光寺。大化2年（646年），孝德天皇頒布改新之詔，將大和王權所及的全境劃分為60多個令制國；而前橋地區在當時被劃分在大國上野國的範圍內。而近年來研究人員在流經市內的牛池川和鳥羽遺跡內發現刻有「國廚」與「曹司」的墨書土器與國府的神社遺跡，因此推測上野國的國府大約位在文物發現地的周邊地區。

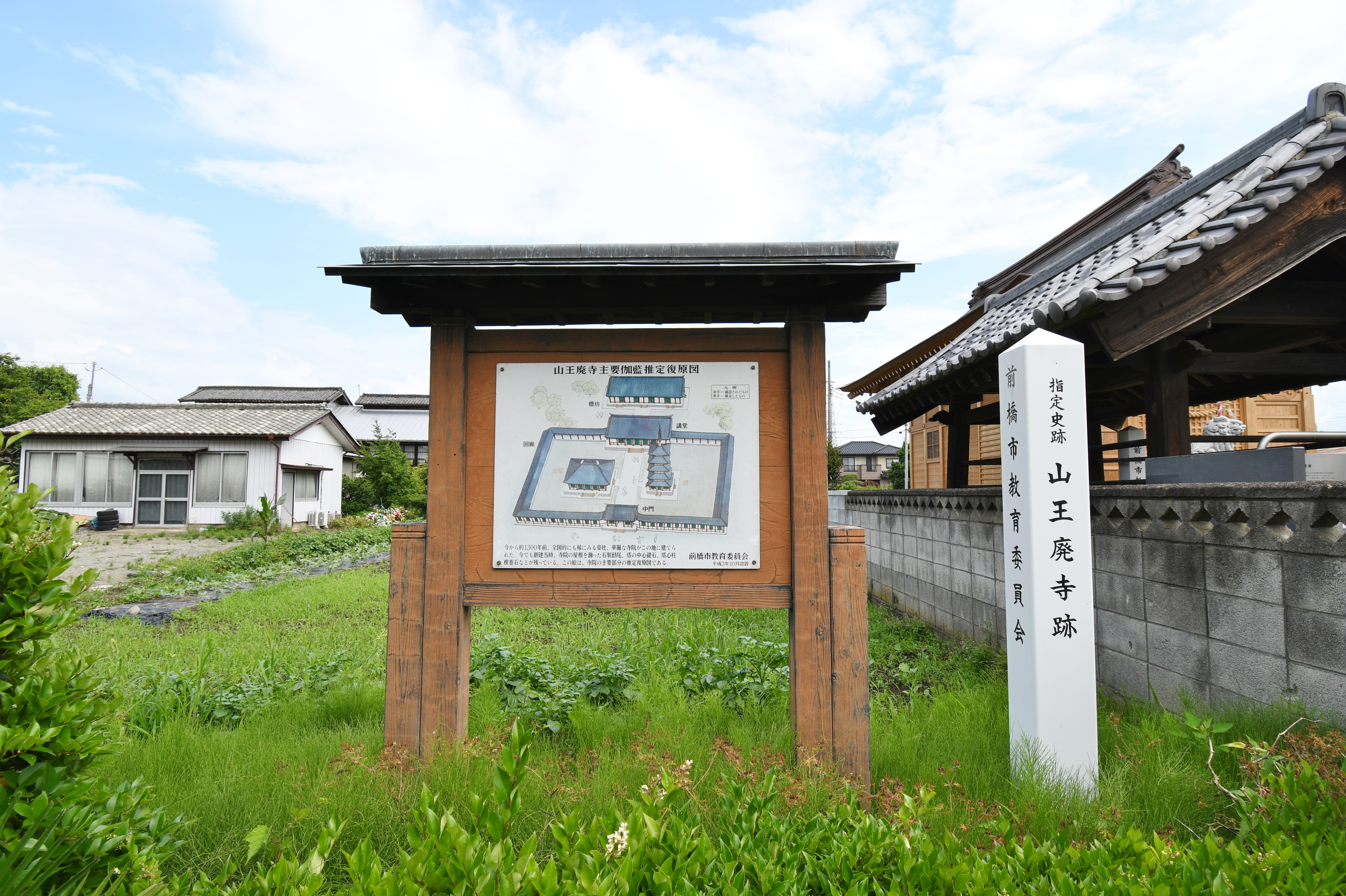
山王廢寺的遺跡
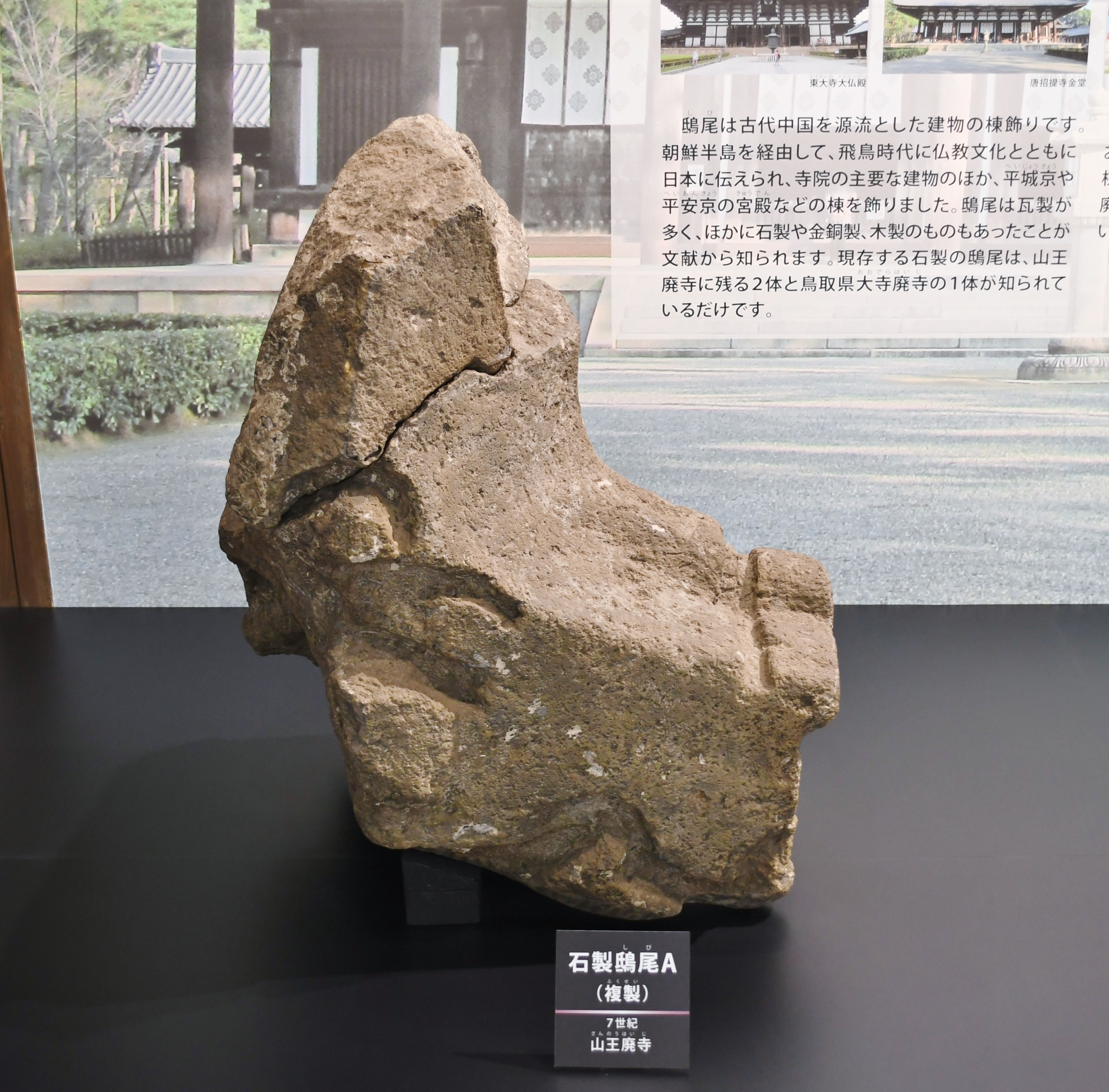
自廢寺遺跡中出土的石製鴟尾複製品
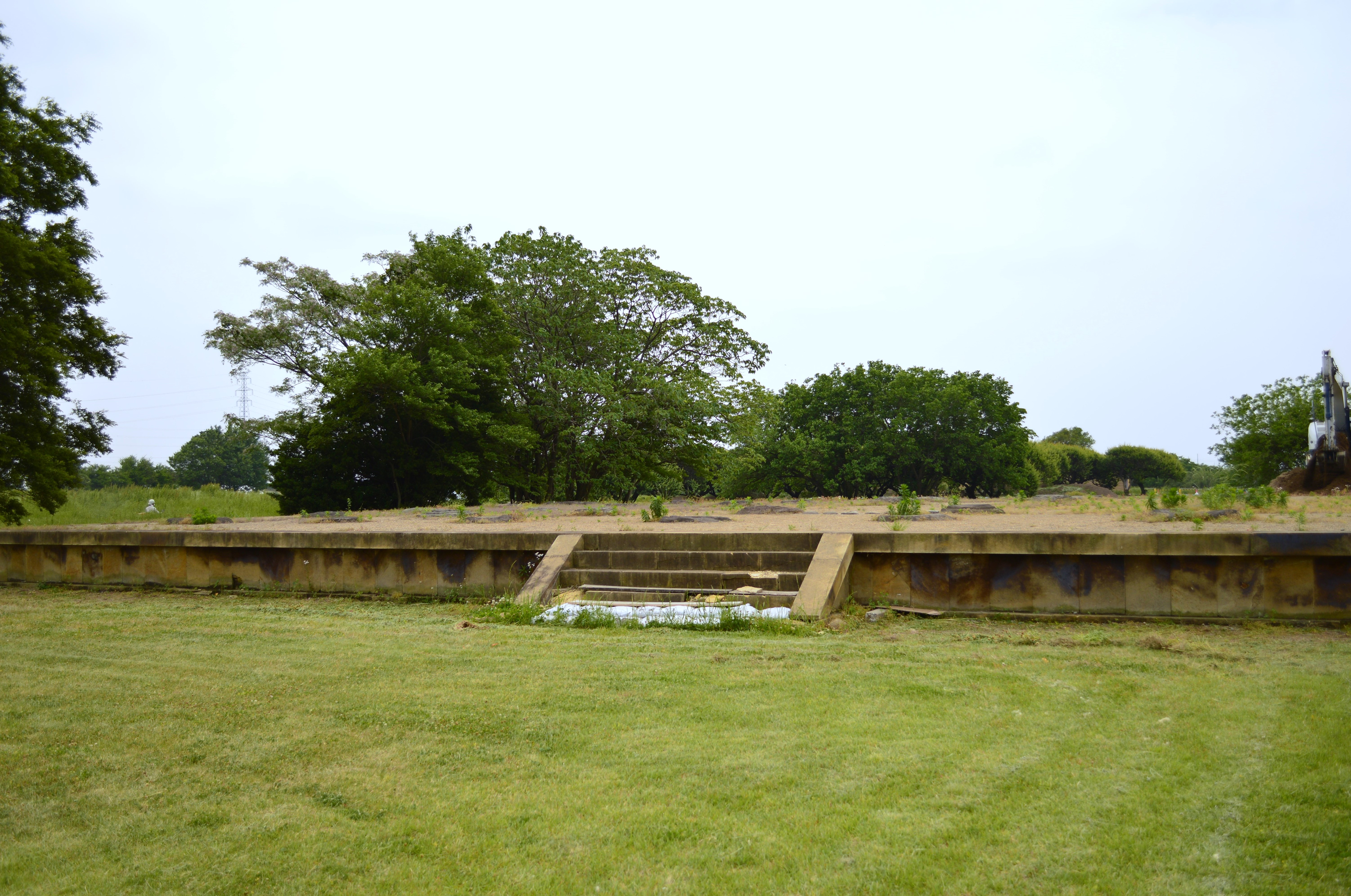
上野國分寺的金堂基壇
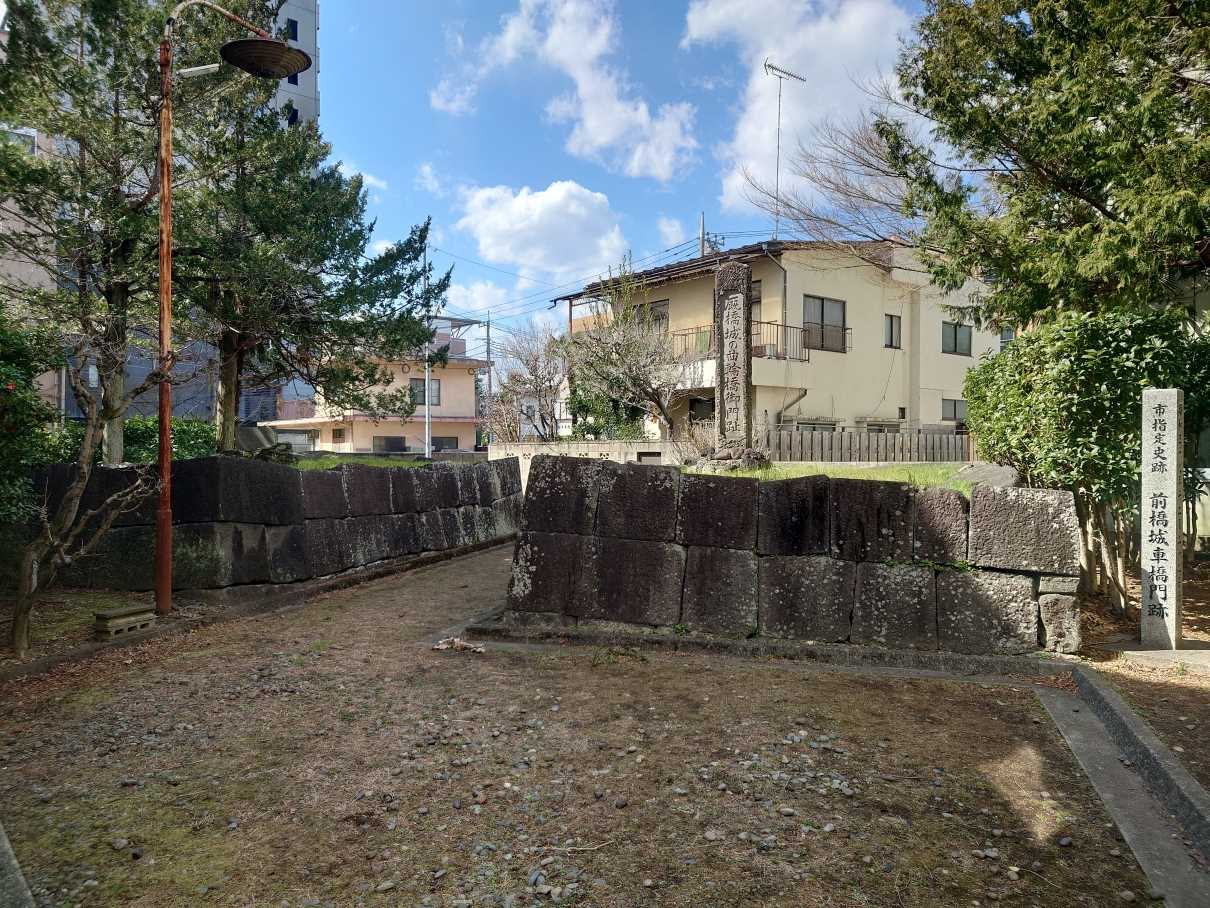
前橋城的車橋門遺跡

奈良時代，日本國內多處於聖武天皇在位期間皆發生天災與疾病傳染。為安撫社會日益增加的民怨，聖武天皇於天平13年（741年）頒布國分寺建立之詔，命令上野國在內的所有令制國建立國分寺並興建七重塔。天平感寶至天平勝寶2年左右（749年至750年），上野國分寺在當地的豪族協助建設下落成，獻上知識物的上野國碓冰郡及勢多郡的郡司因此被授予從五位下的品秩。上野國分寺的遺跡則同上野國分尼寺的遺跡於近代被指定為日本的史跡。
12世紀左右，前橋地區為藤原秀鄉一族的藤原兼行的根據地，並盤踞在赤城山的南方山麓一帶；而兼行則自稱為淵名氏。淵名氏在之後衍伸出大胡氏、山上氏與那波氏等氏族；其中大胡氏在鐮倉幕府成立後奉命擔任其領地大胡鄉的地頭，並在當地進行利根川舊河道的再度開發。元弘3年（1333年），上杉憲房奉命擔任上野國的守護，侍奉上杉氏的長尾氏則出任守護代，並在上野國國府原址興建其根據地蒼海城。15世紀末期，長尾氏在當地興建石倉城（廄橋城）作為其居城箕輪城的支城，並由長野賢忠擔任城主。
戰國時代，小田原城的後北條氏於天文20年（1551年）攻佔廄橋城，長尾賢忠則在上杉謙信的協助下逃至越後國。永祿3年（1560年），上杉謙信攻下廄橋城，並讓賢忠與謙信的家臣北條高廣分別擔任城代與城主；該城則成為上杉氏向關東地方擴張的據點。天正7年（1579年），北條高廣向武田勝賴投降，廄橋城改由武田氏掌控，並於天正10年（1582年）由織田氏的武將瀧川一益入主該城。同年本能寺之變爆發，瀧川一益在神流川之戰中大敗並逃離上野國，廄橋城則重新回到後北條氏的手中。天正18年（1590年），淺野長政在小田原之戰中攻下廄橋城，之後轉封至關東的德川家康將當地共3萬3千石的領地封給其家臣平岩親吉，使親吉成為前橋藩的藩主；同時牧野康成入主大胡藩共2萬石。天正20年（1592年），諏訪賴忠與其子諏訪賴水自武藏國轉封至上野國總社藩，並以蒼海城作為居城。
慶長6年（1601年）關原之戰結束後，平岩親吉轉封至甲斐國共6萬3千石，並擔任甲府城的城代，諏訪賴忠與諏訪賴水野轉封回原領地信濃國；前橋藩與總社藩則分別在同年（1601年）由譜代大名酒井重忠及秋元長朝入主。元和2年（1616年），牧野忠成轉封至越後國長峰，大胡地區成為廄橋城酒井氏的領地，並在該城設置城代。蒼海城在秋元長朝入主總社藩時已荒廢許久，因此長朝在藩內另建總社城，其周邊則逐漸形成城下町。而長朝也規畫將利根川的河水引入藩內的領地以便開發新田，並在慶長9年（1604年）完成天狗岩用水的修築工程，使領地的石高從6千石增加至1萬石。寬永10年（1633年），秋元泰朝轉封至甲斐國都留郡共1萬8千石，總社藩也因此廢藩。
17世紀後期至18世紀初，「廄橋」此一地名更改為「前橋」，廄橋城也改名為前橋城。寬延2年（1749年），前橋藩第9代藩主酒井忠恭轉封至播磨國姬路藩，該藩改由姬路藩原藩主松平朝矩入主，並由越前松平家統治當地至明治維新時期。由於越前松平家沒有足夠的財力修復因利根川氾濫而受損的前橋城，因此於明和4年（1767年）移封至川越藩並破壞前橋城；前橋也因此成為川越藩的分領，並在當地設置陣屋進行支配。之後隨著利根川的河道改建工程完工，以及當地的生絲出口因橫濱港的開港而開始興盛，江戶幕府於文久3年（1863年）12月准許財力恢復的松平家轉封回前橋並重建前橋城。慶應3年（1867年）3月，前橋城重建完成，並由第11代藩主松平直克入城。
明治2年（1867年），日本政府實施版籍奉還後，當地於明治14年（1881年）正式成為群馬縣的縣廳。明治22年（1889年），日本實施町村制，並將當地的村落整併設置前橋町；明治25年（1892年）4月1日，前橋町改制成前橋市，為關東地方第4個及日本全國第41個實施市制的市。而前橋城周邊的城下町在經過整建後逐漸蛻變成近代城市的樣貌，並形成現今前橋市中心的雛形。明治時代，前橋市由原本的生絲集散地轉變為製造生絲的城市，並於明治3年（1870年）由速水堅曹和深澤雄象在當地設置日本最早的西洋式機械化製絲廠「藩營前橋製絲廠」。該製絲廠與富岡市的富岡製絲廠成為向全日本傳播機械化製絲技術的重要據點。當時製絲工廠在廣瀨川與佐久間川的沿岸一代陸續設立，前橋市的產業結構也轉變成以製造生絲為中心，並與長野縣岡谷市及愛知縣豐橋市同為日本盛行製絲的三大城市。

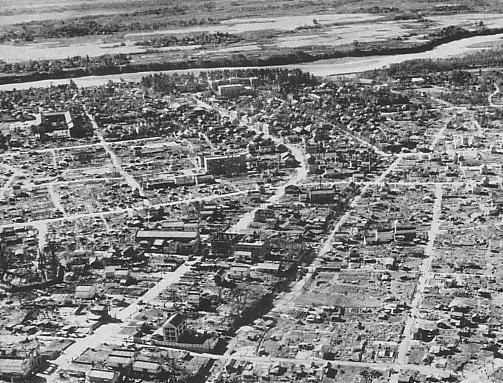
前橋空襲過後的前橋市

昭和4年（1929年），全球爆發經濟大恐慌，前橋市內的製絲工廠在接下來的二年間面臨毀滅性的打擊，並陸續停止營業或是縮短運轉的時間。經濟大恐慌過後，當地的竹細工、食品與木工製品的生產量開始增加，並輸往東京及大阪等地；而前橋市的重工業在二戰期間則因中島飛機等軍事工業在市內設置工廠而開始發展。昭和20年（1945年）8月5日至6日凌晨，美國空軍對前橋市進行大規模轟炸，即前橋空襲。此次空襲造成前橋市約80%的市區被大毀燒毀，並造成535人死亡與600多人受傷。二戰結束後，當地的製絲產業開始衰退，家具製造業、食品業與製造運輸用機械的產業等開始興起，市內也陸續設置多處工業園區，使前橋市的產業結構從輕工業轉變成以重工業為主。
明治34年（1901年）4月與昭和26年（1951年）4月，上川淵村的6個大字及桂萱村大字三俁的部分地區陸續併入前橋市。昭和29年（1954年）4月1日，上川淵村與下川淵村、芳賀村、桂萱村、東村、元總社村與總社町併入前橋市。之後當地在昭和29年（1954年）9月至昭和42年（1967年）5月陸續將南橘村、清里村、新高尾村、木瀨村、上陽村和城南村併入其中。
平成16年（2004年）12月5日、大胡町、宮城村與粕川村併入前橋市。平成21年（2009年）4月1日，前橋市升格成中核市；同年5月5日，富士見村也併入市內，形成現今的前橋市。平成23年（2011年）3月11日的日本東北地方太平洋近海地震在當地引發震度5強的地震，並造成2157件的房屋回報受損與4萬9500戶住宅停電。令和4年（2022年）為當地實施市制的130周年；而前橋市政府也於同年11月29日舉行新落成的議會廳的啟用儀式。

## 行政
現任市長，也是前任群馬縣議會的議員小川晶在2024年2月於選舉中當選，為前橋市的首位女市長，其任期將持續2028年2月。此次選舉的投票率為39.39%，較2020年的選舉投票率低約4個百分點。前橋市議會最近一次的議員選舉於2025年2月9日舉行，並選出共38位議員；而此次選舉的投票率為39.34%，創下自2001年以來的新低。

## 人口
前橋市的人口數在1892年實施市制時為3萬196人。當地的人口在日本戰後經濟奇蹟時期持續成長，至2000年達到最高峰34萬1738人。截至2025年2月，當地的總人口數為32萬8536人，為群馬縣內人口數第二多的市，僅次於高崎市。但前橋市的人口數在2005年後便呈現逐年減少的趨勢，並預估2060年將僅剩23萬1884人。而據統計，2060年前橋市的高齡人占比將達到43%。
| 前橋市人口分布圖 |                                               |  |
| 前橋市與日本全國年齡別人口分布比較圖 （2005年資料） | 前橋市的年齡、男女別人口分布圖 （2005年資料） |  |
| ■紫色是前橋市 ■綠色是全国 | ■藍色是男性 ■紅色是女性                       |  |
| 前橋市人口變化 \| 1970年 \| 273,864人 \| \| \| 1975年 \| 293,135人 \| \| \| 1980年 \| 311,121人 \| \| \| 1985年 \| 325,304人 \| \| \| 1990年 \| 335,704人 \| \| \| 1995年 \| 338,845人 \| \| \| 2000年 \| 341,738人 \| \| \| 2005年 \| 340,904人 \| \| \| 2010年 \| 340,291人 \| \| \| 2015年 \| 336,154人 \| \| \| 2020年 \| 332,149人 \| \| |                                               |  |
| 資料來源：日本總務省統計中心提供之人口普查數據 |                                               |  |
| 1970年 | 273,864人                                     |  |
| 1975年 | 293,135人                                     |  |
| 1980年 | 311,121人                                     |  |
| 1985年 | 325,304人                                     |  |
| 1990年 | 335,704人                                     |  |
| 1995年 | 338,845人                                     |  |
| 2000年 | 341,738人                                     |  |
| 2005年 | 340,904人                                     |  |
| 2010年 | 340,291人                                     |  |
| 2015年 | 336,154人                                     |  |
| 2020年 | 332,149人                                     |  |

## 經濟

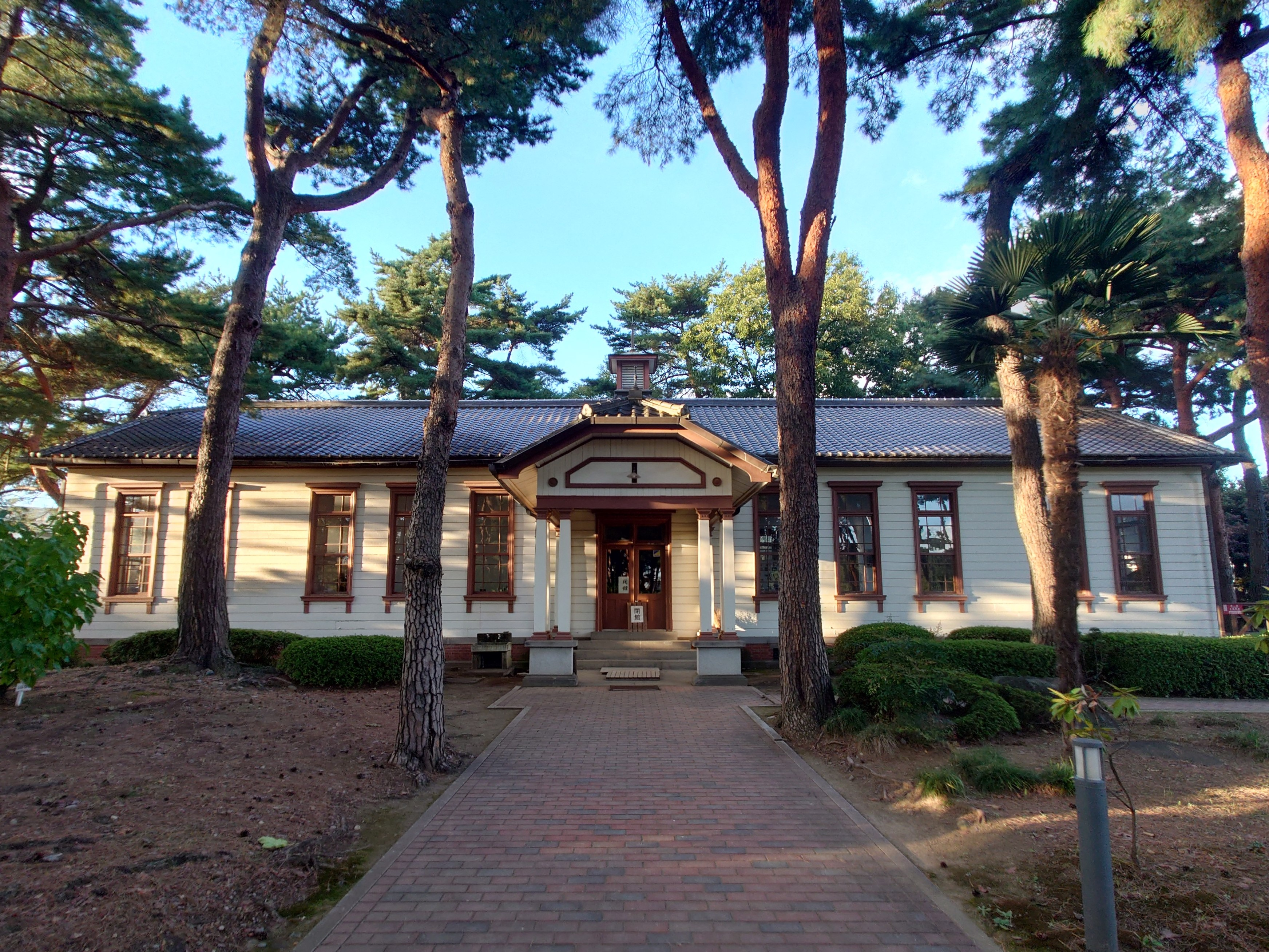
敷島公園薔薇園內的前橋市蠶絲紀念館

前橋市在江戶時代原為生絲的商品集散地，明治時代因受惠於西方機械化製絲技術的引入而發展成以製造生絲為主的城市。但當地的生絲製造產業在經濟大恐慌時期受到毀滅性的打擊，並在戰後逐漸衰退。之後前橋市內的食品業與重工業隨著工業園區的設立而開始蓬勃發展。根據日本2020年的國勢調查統計，前橋市的就業人口中約4.2%從事第一級產業，23.3%的就業人口從事第二級產業，其餘的72.6%則從事第三級產業。
依據2018年農林水產省的統計，前橋市的農業生產總額位居群馬縣第1及日本全國第15名；其中約三分之二為畜牧業的生產額。當地的農業以生產田口菜、上泉理想蘿蔔、紅豆、香蕉、大島梨與蔥等農產品為主，近年來則面臨就業人口短缺與高齡化等問題。此外前橋市也是薔薇的盛產地之一。
根據統計，2016年當地的市內生產毛額約為1兆2289億6100萬日圓，佔群馬縣生產總毛額的15.7%；其中服務業、零售業與製造業的生產毛額占比較多。而前橋市同年的製造品出貨總額中約45%為食品製造業與運輸用機械製造業的出貨額。觀光業方面，由於前橋市內擁有諸多自然景觀與歷史建物，因此吸引許多遊客前來。據統計，2014年至2019年，前橋市每年約有610.2萬至739.9萬名遊客到訪。

## 教育
前橋市內共有49所小學校、22所中學校、12所公立與私立的高等學校、1所高等專門學校與5所國立及公立的大學。根據2023年5月的統計，市內共有16,089名小學生、8500名中學生、3140名高等學校的學生與6597名大學生。由於前橋市的外國籍住民人數不斷增加，因此外籍的學生數量也呈現增長的趨勢。

## 交通

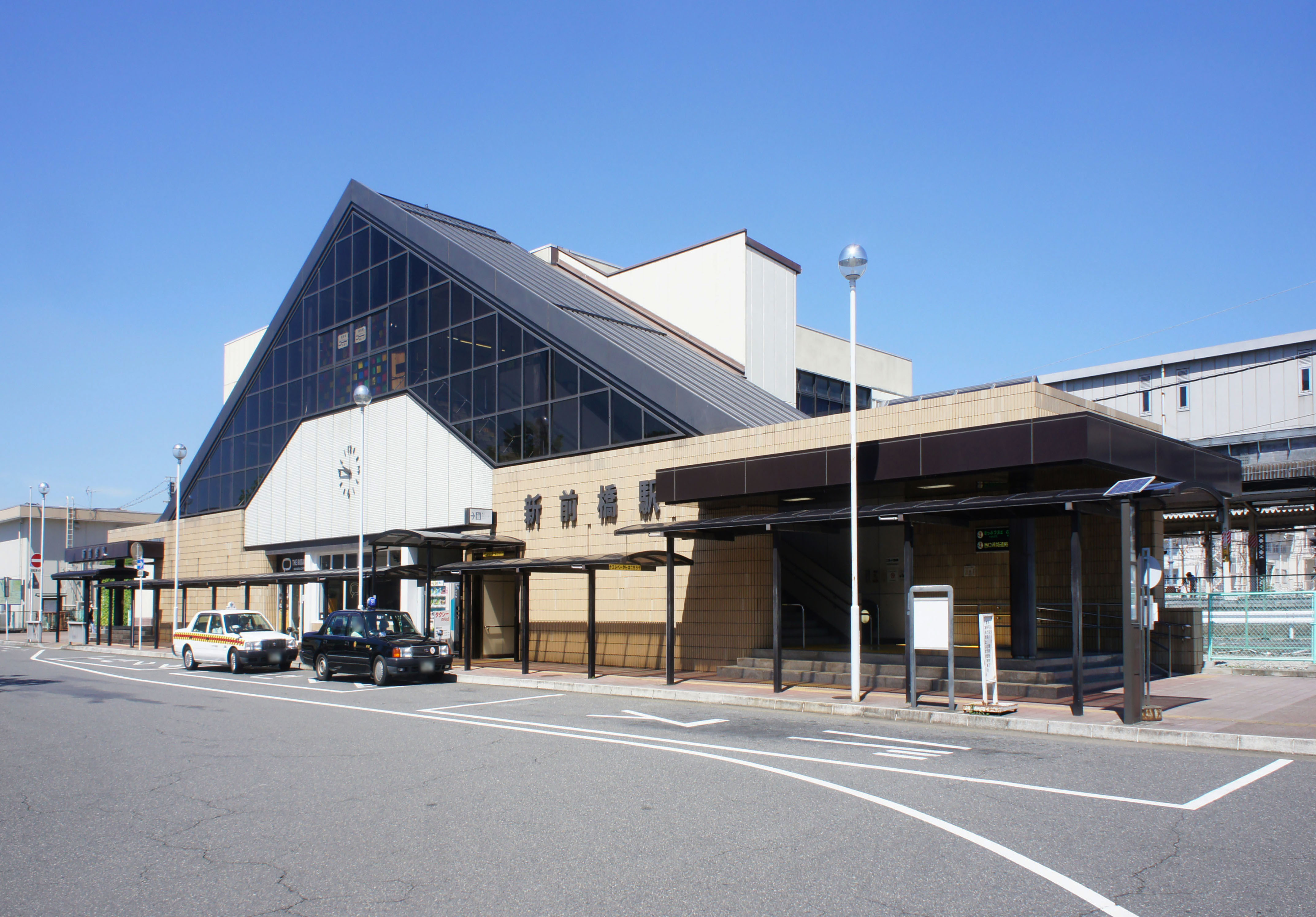
新前橋站的東出入口
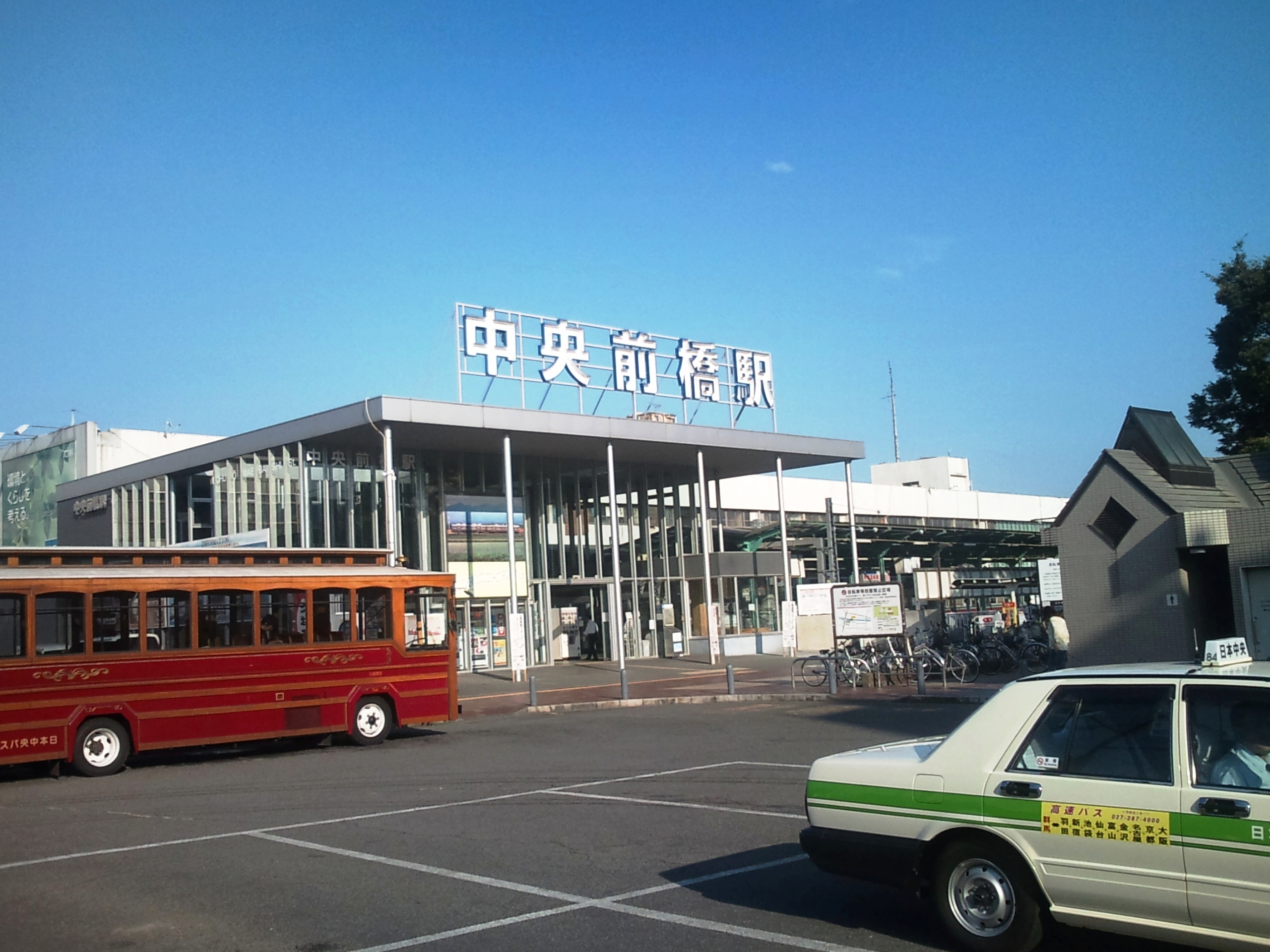
中央前橋站
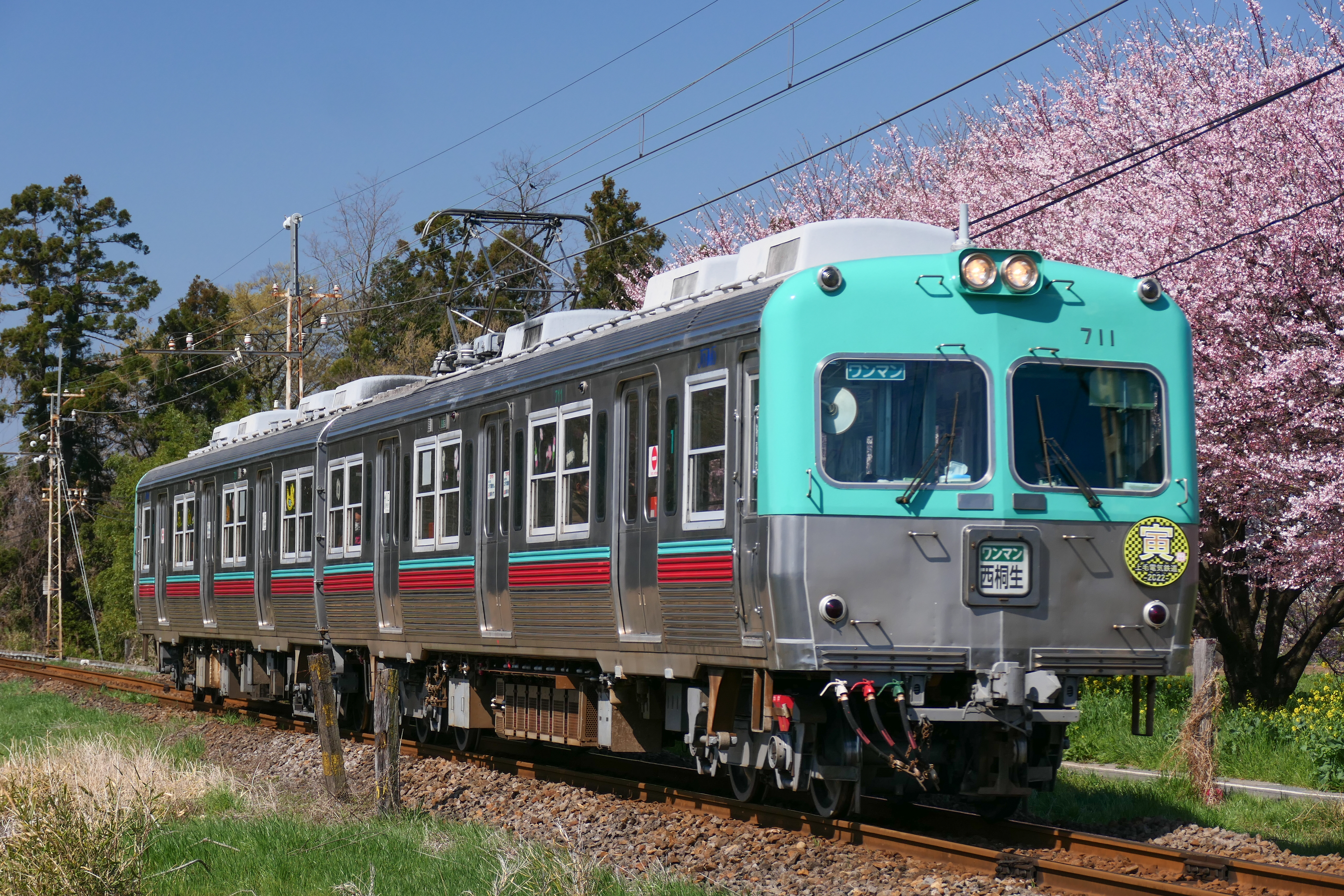
行經市內的上毛線列車

國道17號與國道50號分別在前橋市內的市中心及西北端相互交會，為當地及群馬縣內的重要交通樞紐；上述2條國道也與行經市內的國道17號繞行道路上武道路相交。國道353號穿越轄區北部，北關東自動車道也通過南部的邊界地帶，並設置駒行IC與前橋南IC。
鐵路方面，東日本旅客鐵道的上越線與兩毛線，以及上毛電氣鐵道的上毛線皆通過前橋市內。位於市中心的前橋站及新前橋站為當地的主要車站，其每日平均使用人數皆高於市內的其他車站；新前橋站則為上越線與兩毛線共同使用的車站。前橋站周邊為市內多條公車路線的交會點，其班次頻率相當高；而自新前橋站開往高崎站的電車班次較多，但該站周邊地區的公車路線交會點則較前橋站少。兩毛線在市內由東南往西另設駒形站與前橋大島站，上越線自新前橋站往北設置群馬總社站。上毛線則從位於市中心的起點站中央前橋站往東設置上泉站、心臓血管中心站、大胡站、北原站 、粕川站與膳站等共14座車站。

## 友好城市
前橋市與以下日本行政區為友好城市:
| 市町村 | 都道府縣 | 締結日期       |
| ------ | -------- | -------------- |
| 萩市   | 山口縣   | 2002年12月18日 |

前橋市與以下外國行政區為友好或是姐妹城市:
| 國家   | 城市                                   | 締結日期       |
| ------ | -------------------------------------- | -------------- |
| 義大利 | 奧爾維耶托（溫布利亞大區特爾尼省）     | 1997年12月12日 |
| 美国   | 伯明罕（阿拉巴馬州傑佛遜郡及謝爾比郡） | 1998年10月21日 |
| 美国   | 梅納沙（威斯康辛州溫納貝戈郡）         | 2002年8月16日  |

### 期刊
1. 1 2  塚田伸也; 森田哲夫; 橋本隆; 湯沢昭. . ランドスケープ研究(オンライン論文集). 2014, 7: pp.141-147  [2025-03-24]. ISSN 1883-261X. （原始内容存档于2022-06-19） （日语）.

### 統計資料
1. ↑  群馬県総務部市町村課 《群馬県市町村別住民基本台帳人口と世帯（令和7年2月末日現在）》 群馬県庁，2025年3月18日。 (ウェブ版XLSX （页面存档备份，存于）)

### 引用
1. 1 2 3  . kotobank.   [2025-03-21] （日语）.
2. 1 2  . 前橋市役所.   [2025-03-18]. （原始内容存档于2025-03-18） （日语）.
3. 1 2 3 4 5 6 7 8 9 10   (PDF). 前橋市役所. 2021-06  [2025-03-18]. （原始内容存档 (PDF)于2025-03-18） （日语）.
4. 1 2 3   (PDF). 前橋市役所. 2024-07  [2025-03-22]. （原始内容存档 (PDF)于2025-03-22） （日语）.
5. ↑  . 朝日新聞社. 2024-09-19  [2025-03-23]. （原始内容存档于2025-03-24） （日语）.
6. ↑  . 前橋新聞mebuku. 2025-02-21  [2025-03-23]. （原始内容存档于2025-03-24） （日语）.
7. ↑  . 每日新聞社. 2025-02-26  [2025-03-23]. （原始内容存档于2025-03-24） （日语）.
8. ↑  . 上毛新聞社. 2024-11-28  [2025-03-23]. （原始内容存档于2025-03-24） （日语）.
9. 1 2 3 4 5 6 7   (PDF). 前橋市役所. 2024-04  [2025-03-21]. （原始内容存档 (PDF)于2025-03-22） （日语）.
10. ↑   (PDF). 前橋市役所. 2022  [2025-03-21]. （原始内容存档 (PDF)于2025-03-22） （日语）.
11. ↑  . 国土交通省.   [2025-03-21]. （原始内容存档于2021-12-18） （日语）.
12. ↑   (PDF). 国土交通省.   [2025-03-21]. （原始内容存档 (PDF)于2024-01-17） （日语）.
13. ↑  . kotobank.   [2025-03-21]. （原始内容存档于2025-03-13） （日语）.
14. ↑   (PDF). 前橋市役所. 2023-03  [2025-03-21]. （原始内容存档 (PDF)于2024-07-11） （日语）.
15. ↑  . 前橋市役所.   [2025-03-24]. （原始内容存档于2025-03-24） （日语）.
16. ↑  . 群馬県庁. 2021-03-12  [2025-03-24]. （原始内容存档于2025-03-24） （日语）.
17. ↑  . International Commission on Irrigation & Drainage.   [2025-03-24]. （原始内容存档于2025-03-24） （英语）.
18. ↑  . 日本気象庁.   [2019-04-06]. （原始内容存档于2020-12-11） （日语）.
19. ↑  . 日本気象庁.   [2019-04-06]. （原始内容存档于2020-12-11） （日语）.
20. 1 2 3 4 5 6 7 8 9 10 11 12 13 14 15 16 17 18 19 20 21 22 23 24 25 26 27 28 29 30 31   (PDF). 前橋市役所. 2022-12  [2025-03-21]. （原始内容存档 (PDF)于2025-03-19） （日语）.
21. ↑  . kotobank.   [2025-03-19] （日语）.
22. ↑  . kotobank.   [2025-03-18] （日语）.
23. ↑  . kotobank.   [2025-03-18] （日语）.
24. ↑  . 文化庁  文化遺産オンライン.   [2025-03-19]. （原始内容存档于2025-03-22） （日语）.
25. ↑  . kotobank.   [2025-03-18] （日语）.
26. ↑  . 文化庁  文化遺産オンライン.   [2025-03-19]. （原始内容存档于2025-03-22） （日语）.
27. 1 2  . 前橋市役所.   [2025-03-19]. （原始内容存档于2025-03-22） （日语）.
28. ↑  . kotobank.   [2025-03-18] （日语）.
29. ↑  . kotobank.   [2025-03-18] （日语）.
30. ↑  . kotobank.   [2025-03-20] （日语）.
31. ↑  . kotobank.   [2025-03-18] （日语）.
32. ↑  . kotobank.   [2025-03-18] （日语）.
33. ↑  . 文化庁  文化遺産オンライン.   [2025-03-19]. （原始内容存档于2025-03-22） （日语）.
34. ↑  . 朝日新聞社. 2023-10-21  [2025-03-19]. （原始内容存档于2025-03-22） （日语）.
35. ↑  . kotobank.   [2025-03-20] （日语）.
36. ↑  . 文化庁  文化遺産データベース.   [2025-03-19]. （原始内容存档于2025-03-22） （日语）.
37. ↑  . kotobank.   [2025-03-20]. （原始内容存档于2023-05-21） （日语）.
38. ↑  . kotobank.   [2025-03-20] （日语）.
39. ↑  藤原時平; 藤原忠平.  . 维基文库, 22 （中文）. 上野國大／管∥／碓冰片岡甘樂多胡綠野那波羣馬／吾妻利根勢野佐位新田山田邑樂∥
40. ↑  . kotobank.   [2025-03-20]. （原始内容存档于2023-03-06） （日语）.
41. ↑  . kotobank.   [2025-03-20]. （原始内容存档于2019-03-21） （日语）.
42. ↑  . kotobank.   [2025-03-20] （日语）.
43. 1 2  菅野真道（日语：菅野真道）.  . 维基文库, 14 （中文）. 乙巳。詔曰。朕以薄徳。忝承重任。未弘政化。寤寐多慚。古之明主皆能先業。國泰人樂。災除福至。修何政化。能臻此道。頃者年穀不豊。疫癘頻至。慙懼交集。唯勞罪己。是以廣爲蒼生遍求景福。故前年馳驛増飾天下神宮。去歳普令天下造釋迦牟尼佛尊像高一丈六尺者各一鋪。并寫大般若經各一部。自今春已來。至于秋稼。風雨順序。五穀豊穰。此乃徴誠啓願。靈■如荅。載惶載懼無以自寧。案經云。若有國土講宣讀誦。恭敬供養。流通此經王者。我等四王。常來擁護。一切災障。皆使消殄。憂愁疾疫。亦令除差。所願遂心。恒生歡喜者。宜令天下諸國各敬造七重塔一區。并寫金光明最勝王經。妙法蓮華經各一部。朕又別擬寫金字金光明最勝王經。毎塔各令置一部。所冀。
44. 1 2  . 朝日新聞社. 2022-08-25  [2025-03-20]. （原始内容存档于2022-08-29） （日语）.
45. ↑  . kotobank.   [2025-03-20] （日语）.
46. ↑  . 群馬県庁. 2024-07-23  [2025-03-20]. （原始内容存档于2024-12-15） （日语）.
47. ↑  菅野真道（日语：菅野真道）.  . 维基文库, 17 （中文）. 戊寅。上野國碓氷郡人外從七位上石上部君諸弟。尾張國山田郡人外從七位下生江臣安久多。伊豫國宇和郡人外大初位下凡直鎌足等。各獻當國國分寺知識物。並授外從五位下。
48. ↑   . 群馬県教育委員会: pp.3. 2016-10 （日语）.
49. ↑  . kotobank.   [2025-03-20] （日语）.
50. ↑  . 群馬県庁. 2025-02-18  [2025-03-20]. （原始内容存档于2024-07-27） （日语）.
51. ↑  . 文化庁  文化遺産オンライン.   [2025-03-20]. （原始内容存档于2024-12-17） （日语）.
52. ↑  . kotobank.   [2025-03-20] （日语）.
53. ↑  . kotobank.   [2025-03-20] （日语）.
54. ↑  . kotobank.   [2025-03-20]. （原始内容存档于2021-05-08） （日语）.
55. ↑  . kotobank.   [2025-03-20] （日语）.
56. ↑  . kotobank.   [2025-03-20] （日语）.
57. 1 2 3 4 5 6 7 8 9 10  . kotobank.   [2025-03-20] （日语）.
58. ↑  . kotobank.   [2025-03-20] （日语）.
59. 1 2  . kotobank.   [2025-03-20] （日语）.
60. ↑  . kotobank.   [2025-03-20] （日语）.
61. ↑  . kotobank.   [2025-03-20] （日语）.
62. ↑  . 前橋市役所.   [2025-03-22]. （原始内容存档于2025-01-16） （日语）.
63. ↑  . kotobank.   [2025-03-20] （日语）.
64. ↑  . kotobank.   [2025-03-20] （日语）.
65. ↑  . kotobank.   [2025-03-20] （日语）.
66. ↑  . 前橋市役所'.   [2025-03-22]. （原始内容存档于2025-01-18） （日语）.
67. ↑  . 前橋市役所.   [2025-03-22]. （原始内容存档于2025-01-23） （日语）.
68. ↑  . kotobank.   [2025-03-20] （日语）.
69. 1 2  . kotobank.   [2025-03-20] （日语）.
70. ↑  . kotobank.   [2025-03-20] （日语）.
71. ↑  . kotobank.   [2025-03-20]. （原始内容存档于2015-06-07） （日语）.
72. ↑  . kotobank.   [2025-03-20]. （原始内容存档于2023-09-26） （日语）.
73. 1 2  . kotobank.   [2025-03-20]. （原始内容存档于2022-01-26） （日语）.
74. 1 2 3  . 前橋市役所.   [2025-03-24]. （原始内容存档于2025-03-06） （日语）.
75. ↑  . kotobank.   [2025-03-20]. （原始内容存档于2023-04-09） （日语）.
76. ↑  . 前橋市役所.   [2025-03-22]. （原始内容存档于2025-01-16） （日语）.
77. ↑  . kotobank.   [2025-03-20] （日语）.
78. 1 2 3 4  . 前橋市役所.   [2025-03-24]. （原始内容存档于2025-03-06） （日语）.
79. ↑  . kotobank.   [2025-03-20]. （原始内容存档于2021-08-17） （日语）.
80. ↑  . kotobank.   [2025-03-20]. （原始内容存档于2023-03-29） （日语）.
81. ↑  . 産経新聞社. 2017-09-18  [2025-03-21]. （原始内容存档于2025-03-22） （日语）.
82. ↑  . 日本経済新聞社. 2020-10-20  [2025-03-21]. （原始内容存档于2025-03-22） （日语）.
83. ↑  . 日本経済新聞社. 2012-03-24  [2025-03-21]. （原始内容存档于2025-03-22） （日语）.
84. ↑  . NHK. 2024-06-08  [2025-03-20]. （原始内容存档于2024-07-03） （日语）.
85. ↑  . kotobank.   [2025-03-20]. （原始内容存档于2025-01-25） （日语）.
86. ↑  . NHK. 2024-08-05  [2025-03-21]. （原始内容存档于2024-08-06） （日语）.
87. ↑  . 朝日新聞社. 2024-08-06  [2025-03-21]. （原始内容存档于2024-12-12） （日语）.
88. 1 2   (PDF). 前橋市役所. 2019-11-22  [2025-03-21]. （原始内容存档 (PDF)于2023-08-07） （日语）.
89. ↑  . 前橋市役所.   [2025-03-24]. （原始内容存档于2025-03-24） （日语）.
90. ↑   (PDF). 総務省. 2023-04-01  [2025-03-18]. （原始内容存档 (PDF)于2023-07-13） （日语）.
91. ↑  . 前橋市役所.   [2025-03-18]. （原始内容存档于2025-03-18） （日语）.
92. 1 2  . 産経新聞社. 2022-05-16  [2025-03-18]. （原始内容存档于2025-03-18） （日语）.
93. ↑  . 日本経済新聞社. 2022-11-29  [2025-03-18]. （原始内容存档于2025-03-18） （日语）.
94. ↑  . 前橋市役所.   [2025-03-17]. （原始内容存档于2025-03-18） （日语）.
95. ↑  . 日本経済新聞社. 2024-02-04  [2025-03-17]. （原始内容存档于2024-12-04） （日语）.
96. 1 2  . 読売新聞社. 2024-02-04  [2025-03-17]. （原始内容存档于2025-03-18） （日语）.
97. ↑  . 朝日新聞社. 2024-02-05  [2025-03-17]. （原始内容存档于2025-03-18） （日语）.
98. ↑  . 群馬県庁. 2025-02-11  [2025-03-17]. （原始内容存档于2025-03-18） （日语）.
99. ↑  . 前橋市役所.   [2025-03-17]. （原始内容存档于2025-03-06） （日语）.
100. ↑  . 読売新聞社. 2025-02-09  [2025-03-17]. （原始内容存档于2025-03-18） （日语）.
101. ↑  . 上毛新聞社. 2025-02-09  [2025-03-17]. （原始内容存档于2025-03-18） （日语）.
102. ↑  . NHK. 2025-02-10  [2025-03-17]. （原始内容存档于2025-03-18） （日语）.
103. ↑   (PDF). 前橋市役所. 2022-12  [2025-03-21]. （原始内容存档 (PDF)于2025-03-22） （日语）.
104. ↑   (PDF). 前橋市役所. 2021-03  [2025-03-22]. （原始内容存档 (PDF)于2024-05-26） （日语）.
105. 1 2   (PDF). 前橋市役所. 2024-03  [2025-03-18]. （原始内容存档 (PDF)于2025-03-19） （日语）.
106. 1 2 3   (PDF). 前橋市役所. 2021  [2025-03-18]. （原始内容存档 (PDF)于2025-03-19） （日语）.
107. ↑   (PDF). 前橋市役所. 2023-03  [2025-03-24]. （原始内容存档 (PDF)于2024-06-08） （日语）.
108. ↑  . 前橋市役所.   [2025-03-22]. （原始内容存档于2025-01-16） （日语）.
109. ↑  . 前橋市役所.   [2025-03-24]. （原始内容存档于2025-03-24） （日语）.
110. ↑   (PDF). 前橋市役所. 2021  [2025-03-18]. （原始内容存档 (PDF)于2021-10-13） （日语）.
111. ↑  . 産経新聞社. 2015-12-01  [2025-03-22]. （原始内容存档于2025-03-22） （日语）.
112. ↑  . 産経新聞社. 2023-12-02  [2025-03-22]. （原始内容存档于2024-10-06） （日语）.
113. ↑  . 朝日新聞社. 2020-09-01  [2025-03-24]. （原始内容存档于2025-03-24） （日语）.
114. ↑  . NHK. 2024-06-12  [2025-03-24]. （原始内容存档于2025-03-24） （日语）.
115. ↑  . 朝日新聞社. 2023-11-28  [2025-03-24]. （原始内容存档于2025-03-24） （日语）.
116. ↑   (PDF). 前橋市役所. 2018-03  [2025-03-22]. （原始内容存档 (PDF)于2025-03-22） （日语）.
117. 1 2   (PDF). 前橋市役所. 2021  [202-03-18]. （原始内容存档 (PDF)于2025-03-19） （日语）.
118. ↑  . 前橋市役所.   [2025-03-18]. （原始内容存档于2025-03-19） （日语）.
119. ↑  . 群馬県庁. 2024-11-27  [2025-03-18]. （原始内容存档于2025-03-19） （日语）.
120. ↑  . 群馬県庁. 2023-06-30  [2025-03-18]. （原始内容存档于2025-03-19） （日语）.
121. 1 2   (PDF). 前橋市役所. 2024-03  [2025-03-18]. （原始内容存档 (PDF)于2025-03-19） （日语）.
122. ↑   (PDF). 前橋市役所. 2023-10  [2025-03-24]. （原始内容存档 (PDF)于2025-03-24） （日语）.
123. ↑   (PDF). 前橋市教育委員会. 2023-02  [2025-03-22]. （原始内容存档 (PDF)于2025-03-22） （日语）.
124. ↑   (PDF). 国土交通省関東地方整備局. 2024-03-14  [2025-03-18]. （原始内容存档 (PDF)于2025-03-19） （日语）.
125. 1 2 3   (PDF). 前橋市役所. 2020-05  [2025-03-21]. （原始内容存档 (PDF)于2024-06-08） （日语）.
126. ↑  . 前橋市役所.   [2025-03-18]. （原始内容存档于2025-03-19） （日语）.
127. ↑  . 前橋市役所.   [2025-03-18]. （原始内容存档于2025-03-19） （日语）.
128. ↑  . 前橋市役所.   [2025-03-18]. （原始内容存档于2022-09-30） （日语）.
129. ↑  . 前橋市役所.   [2025-03-18]. （原始内容存档于2024-12-27） （日语）.